# Dimitrie Cantemir (okręg Giurgiu)
Dimitrie Cantemir – wieś w Rumunii, w okręgu Giurgiu, w gminie Izvoarele. W 2011 roku liczyła 212 mieszkańców.